# Neches River
Der Neches River (ausgesprochen: „NAY ches“) ist ein 669 km langer Fluss im Osten des US-Bundesstaates Texas.
Er mündet unweit der Rainbow Bridge in den Sabine Lake, ein Ästuar, in welches auch der Sabine River mündet. Zwei große Stauseen, der Lake Palestine und der Lake B. A. Steinhagen, liegen am Flusslauf. Im Einzugsgebiet des Neches River liegen mehrere Städte, darunter Evadale, Tyler, Lufkin, Silsbee, Beaumont, Vidor, Port Neches, Nederland, Groves und Port Arthur.
Der linke Nebenfluss Angelina River, welcher von der Sam-Rayburn-Talsperre aufgestaut wird, trifft oberhalb des Lake B.A. Steinhagen auf den Neches River.
Unterhalb vom Lake B.A. Steinhagen nach Beaumont durchfließt der Fluss das 390 km² große Big Thicket National Preserve. Dieses ist ein wichtiges Biosphärenreservat, dessen Besucherzentrum mehrere Kilometer nördlich von Kountze am U.S. Highway 69 liegt.
Der Port of Beaumont liegt am Neches River bei Beaumont – zwischen der Flussmündung und der Rainbow Bridge.